# تام ریچاردز (بازیکن راگبی)
تام ریچاردز (انگلیسی: Tom Richards; ۲۹ آوریل ۱۸۸۲ – ۲۵ سپتامبر ۱۹۳۵) بازیکن راگبی ۱۵ نفره اهل استرالیا بود.
وی در مسابقات کشوری و بین‌المللی در مجموع برندهٔ ۱ مدال طلا شده‌است.